# Molophilus pallipennis
Molophilus pallipennis är en tvåvingeart som först beskrevs av Pierre Justin Marie Macquart 1834.
Molophilus pallipennis ingår i släktet Molophilus och familjen småharkrankar. Inga underarter finns listade i Catalogue of Life.